# Lo scambio (film)
Lo scambio è un film del 2015 diretto da Salvo Cuccia.
La pellicola, di genere drammatico, ha per protagonisti Filippo Luna, Barbara Tabita, Paolo Briguglia, Vincenzo Pirrotta e Sergio Vespertino.

## Trama
Palermo, 1995. Tra i banchi del mercato, due ragazzi sono colpiti alle spalle da due sicari. Uno muore, l’altro sopravvive ma è questione di ore. Un commissario cupo e introverso indaga. A casa lo aspetta sua moglie, una donna inconsolabile per il rapimento di un bambino avvenuto due anni prima (il piccolo Giuseppe Di Matteo), e per non averne uno suo da stringere. In cortile un collega si accende un’altra sigaretta e rimane in attesa di sapere dove condurlo. Con l’aiuto dei suoi uomini, ferma e preleva un giovane geometra che sospetta prossimo ai ragazzi uccisi. Ma è evidente che il ragazzo non sa nulla. Nondimeno, ostinato a ottenere una confessione, il commissario passa alle maniere forti. La moglie intanto resiste lungo i corridoi di una casa ingombrante e ingombrata di ‘buone cose di pessimo gusto’. Sola e fragile è assediata dalle apparizioni del bambino rapito che sogna un cavallo e del fratello pentito che rivela la faccia oscura del cognato. La tensione sale, i nervi cedono e la situazione fuori e dentro casa sfugge di mano.

## Distribuzione
Il film è stato prodotto e distribuito da Abra&Cadabra ed è stato presentato il 22 novembre 2015 al 33° Torino Film Festival. È stato distribuito nelle sale cinematografiche il 26 giugno 2016.